# Tartarughe Ninja II - Il segreto di Ooze
Tartarughe Ninja II - Il segreto di Ooze (Teenage Mutant Ninja Turtles II: The Secret of the Ooze) è un film del 1991 diretto da Michael Pressman, con protagonisti gli attori Paige Turco e David Warner, sequel del film Tartarughe Ninja alla riscossa. Questa seconda pellicola non ha quasi nessuna analogia con gli eventi del fumetto, oltre al famoso ritorno di Shredder e alla TGRI (Che comunque in ‘'Eastman & Laird's – Teenage Mutant Ninja Turtles'’ si chiamava TCRI ed era stata fondata dagli Utrom). Lo stile tetro parzialmente permane, ma inizia ad essere influenzato dal genere comico e luminoso della prima serie animata che nel 1991, anno di uscita del film nelle sale, vedeva il suo periodo di massimo splendore.
A differenza del primo film, questo mostrava raramente l'uso delle armi delle Tartarughe, che combattono invece a mani nude per gran parte del tempo, come parte di un tentativo di attenuare la violenza del predecessore. Il film è uscito il 22 marzo 1991 e ha ricevuto recensioni contrastanti da parte della critica che ha ritenuto che si discostasse dal tono molto più oscuro del film originale del 1990. Il film ha avuto successo finanziario ed è diventato il tredicesimo film con il maggior incasso a livello nazionale nell'anno della sua uscita. Il film contiene un messaggio ambientalista ed è dedicato a Jim Henson (che ha lavorato sui costumi delle Tartarughe e Splinter nel primo film), morto poco dopo la distribuzione del primo film.

## Trama
Il film riprende dagli eventi finali della pellicola precedente. Le Tartarughe Ninja e il loro maestro topo Splinter si sono trasferiti nella casa della reporter April O'Neil, loro amica umana e hanno stretto amicizia con Keno, un ragazzo che consegna le pizze a domicilio. Intanto i soldati e i membri rimasti del Clan del Piede si sono radunati in una discarica, nella quale Tatsu, il braccio destro del loro ex-leader Shredder intende diventare il nuovo capo. Improvvisamente però il temibile Shredder risorge dai rifiuti, sopravvissuto allo scontro finale ma con il corpo orribilmente sfregiato. Egli riprende il comando del Clan del Piede e giura vendetta contro le Tartarughe e il loro maestro.
April sta facendo un reportage su un'industria chimica chiamata TGRI, per fondere le accuse rivolte al centro per gli effetti inquinanti dei loro esperimenti. Il capo degli scienziati, Il Professor Jordan Perry, ha infatti scoperto un campo di denti di leone mutati dagli scarti tossici del centro. Il maestro Splinter, mentore delle Tartarughe mostra a loro un contenitore metallico vuoto contenente un tempo uno scarto tossico chiamato Ooze, che li aveva mutati anni prima in super-animali, realizzato proprio dalla TGRI, come dimostra la sigla sopra di esso.
Di notte, Tatsu si intrufola nella TGRI per rubare l'ultimo campione di Ooze da portare a Shredder e nonostante l'intervento delle Tartarughe, Tatsu riesce all'impresa rapendo anche il Prof. Perry. Shredder ordina a Perry di sottoporre una tartaruga azzannatrice e un lupo all'Ooze tramutandoli così in due animaleschi guerrieri mutanti, Tokka e Rahzar, che, nonostante siano stupidi, Shredder decide di usare come armi di distruzione, in quanto incredibilmente forti.
Intanto, Splinter e le Tartarughe hanno creato una nuova dimora situata nella zona di una vecchia stazione metropolitana abbandonata. Raffaello, in compagnia di Keno, si intrufola con successo nel covo di Shredder, ma vengono scoperti e mentre Raffaello viene catturato, Keno fugge e informa del pericolo le altre tre Tartarughe che partono per salvare il fratello. Le Tartarughe liberano Raffaello e il Prof. Perry, ma sono constrette alla fuga in quanto i mutanti di Shredder sono troppo forti.
Shredder manda i suoi mutanti a devastare un quartiere e gli lancia una sfida, altrimenti la prossima volta li farà attaccare un luogo frequentato, ma il Prof. Perry e Donatello creano l'antidoto contro gli effetti dell'Ooze.
Le Tartarughe si scontrano furiosamente contro Tokka e Rahzar, in una battaglia che dura fino a una discoteca (nella quale il cantante Vanilla Ice improvvisa una canzone rap per le Tartarughe). Le Tartarughe iniettano l'antidoto ai loro avversari, prima facendogli magiare delle ciambelle contenenti l'antidoto e poi usando degli estintori per favorirne l'effetto chimico, facendoli tornare ad essere animali normali. Dopodiché, le Tartarughe sconfiggono Tatsu. Shredder irrompe improvvisamente nella discoteca, minacciando i presenti con dell'Ooze, che Keno lo fa volare via e ritrovare da Perry, che molto probabilmente distruggerà. Le Tartarughe però riescono a farlo schizzare fuori dall'edificio con un potente suono di altoparlante al massimo volume.
Così le Tartarughe vanno a cercare Shredder sul pontile dove era caduto e lì ritrovano il loro nemico, che entrato in contatto l'ultima fiala di Ooze trasformandosi in un abnorme mostro rettiloforme, Super-Shredder che tenta di eliminare le Tartarughe Ninja facendo crollare le travi di sostegno, segno che la trasformazione lo ha fatto impazzire. Tuttavia le Tartarughe si salvano mentre a morire è solo Shredder.
Alla fine del film le Tartarughe tornano nella nuova casa dove li aspetta un arrabbiato Splinter che infatti ha appena scoperto delle loro foto scattate in pubblico durante la battaglia in discoteca. Mentre li punisce, Splinter si diverte a canticchiare la loro canzone rap.

## Accoglienza

### Incassi
È uscito il 22 marzo 1991 negli Stati Uniti e successivamente in altri paesi da giugno ad agosto. Il film è stato il numero uno in Nord America nel suo primo fine settimana di uscita, incassando oltre 20 milioni di dollari, e alla fine guadagnando 78.656.813 dollari in totale, generando affitti cinematografici per 41,9 milioni di dollari. Il film è stato un successo al botteghino statunitense e canadese, ma ha fatto meno del primo film, diventando il secondo film indipendente con il maggior incasso di sempre, dietro l'originale. All'estero, il film non è andato molto bene, con la 20th Century Fox che ha acquisito i diritti stranieri per 25 milioni di dollari, ma il film ha guadagnato solo 12 milioni di dollari in noleggio. In totale, il film ha avuto noleggi in tutto il mondo per 54 milioni di dollari. Alcuni fan hanno notato che nel film c'è stata anche una riduzione nell'uso delle armi da parte delle tartarughe, forse a causa della violenza nel primo film (Leonardo e Raffaello usano le armi solo una volta ciascuno nel film, per esempio).
Come il suo predecessore, il secondo film delle Tartarughe Ninja è stato censurato nel Regno Unito a causa dell'uso di armi proibite (il nunchaku), in particolare durante la sequenza dei titoli di testa in cui Michelangelo imita il loro uso facendo oscillare un paio di salsicce. Le modifiche sono state annullate per l'uscita del DVD nel 2002. La versione tedesca non è stata censurata visivamente; come nel primo film, alle scene di combattimento sono stati aggiunti divertenti effetti sonori da cartone animato per ammorbidire la violenza.

### Critica
Su Rotten Tomatoes, il film ha una valutazione del 35% basata sulle recensioni di 43 critici. Su Metacritic, il film ha un punteggio di 45 su 100 basato su recensioni di 20 critici, indicando "recensioni contrastanti o medie".
Dave Kehr del Chicago Sun-Times definisce il film "un veloce, divertente, coinvolgente e senza pretese di 88 minuti che, muovendosi tra scontri di arti marziali e battute satiriche casuali, raggiunge un mix di azione e umorismo più riuscito del primo.»
Janet Maslin del New York Times osserva che "le tartarughe combattono di meno, fanno i pagliacci di più e si allontanano troppo dalle loro amate fogne" e lo definisce un miglioramento, ed è sollevata dal fatto che abbiano almeno fatto un film mainstream. Maslin ha affermato che le Tartarughe "ripuliscono il loro numero" nel film e ha anche elogiato il film per contenere scene che fanno riferimento alle tendenze della cultura popolare in crescita che erano considerate i principali concorrenti delle "più grandi risorse" del franchise TMNT, come la musica rap e Bart Simpson. Lloyd Bradley della rivista Empire ha dato al film tre stelle su cinque, dicendo: "Questo manca dell'oscurità e della sottigliezza che rendono il primo film così buono e così adulto, ma la sua trama semplificata e le sue gag piaceranno ai meno di dieci".
Gene Siskel del Chicago Tribune non è rimasto impressionato da questo film come il primo, definendolo "un film di arti marziali in uniformi di gomma". Siskel considerava di essere un adulto "dimenticando il tipo di intrattenimento insensato di cui godeva da bambino", ma rifiuta l'idea e definisce le scene di combattimento più deprimenti che gioiose. Roger Ebert del Chicago Sun-Times si è lamentato che le tartarughe sembrano essenzialmente uguali e suggerisce che sono un "emblema dei nostri tempi squallidi e tristi" e che sono "un esempio dei rischi dell'individualità". Dice che i bambini stanno ottenendo un cattivo affare e rispetto agli eroi dei fumetti con cui è cresciuto vengono derubati di "un senso di meraviglia".

## Riconoscimenti
1992 - BMI Film & TV Award
- BMI Film Music Award a John Du Prez

1992 - Kids' Choice Awards
- Star animale preferita a Le Tartarughe Ninja
- Film preferito

1992 - Young Artist Award
- Candidatura per il miglior giovane attore in un film d'azione a Ernie Reyes Jr.